# Tågesikring
Tågesikring er den form for indbrudssikring, en tågekanon udfører. Tågesikring bruges også som middel mod røveri og hærværk, da en tågekanon kan aktiveres med en trykknap.
I januar 2010 blev det estimeret, at der var installeret tågesikring på 100.000 adresser i Storbritannien.
Flere juvelérer og selskaber der håndterer store mængder kontanter benytter tågesikring, hvilket har medvirket til et stort fald i mængden af indbrud. I 2009 blev tågesikring udnævnt som det bedste nye fysiske produkt ved IFSEC.